# Mecyclothorax perkinsianus
Mecyclothorax perkinsianus är en skalbaggsart som först beskrevs av Sharp 1903.  Mecyclothorax perkinsianus ingår i släktet Mecyclothorax och familjen jordlöpare. Inga underarter finns listade i Catalogue of Life.